# Joshua Zirkzee
Joshua Orobosa Zirkzee (født 22. maj 2001) er en hollandsk professionel fodboldspiller, som spiller for Premier League-klubben Manchester United og Hollands landshold.

## Klubkarriere

### Bayern München
Efter at have spillet for en række klubber i hans hjemland, så skiftede Zirkzee i 2017 til tyske Bayern München. Han fik sin professionelle debut med reserveholdet den 1. marts 2019. Han fik sin førsteholdsdebut den 11. december 2019 i en Champions League-kamp imod Tottenham, og få dage senere den 18. december fik han sin Bundesliga-debut i en kamp imod Freiburg, og han scorede her også sit første mål for førsteholdet.

#### Lejeaftaler
Zirkzee skiftede i januar 2021 til Parma på en lejeaftale. Skiftet var dog ikke en succes, da han kun nåede at spille fire kampe før han fik en knæskade.
Zirkzee blev igen udlejet i august 2021, denne gang til Anderlecht. Han imponerede i Belgien, og sluttede sæsonen med 16 sæsonmål, hvilke gjorde ham til klubbens topscorer.

### Bologna
Zirkzee skiftede i august 2022 til Bologna på en permanent aftale. Efter en relativ anonym debutsæson, så havde Zirkzee sit store gennembrud med klubben i 2023-24 sæsonen under træner Thiago Motta. Han sluttede sæsonen som klubbens topscorer, da Bologna kvalificerede sig til Champions League for første gang i 60 år.

### Manchester United
Zirkzee skiftede i juli 2024 til Manchester United.

## Landsholdskarriere

### Ungdomslandshold
Zirkzee har repræsenteret Holland på flere ungdomsniveauer.

### Seniorlandshold
Zirkzee blev i juni 2024 udtaget til Hollands trup til EM 2024, uden at have spillet for landsholdet endnu. Han fik sin landsholdsdebut den 6. juli i kvartfinalekampen imod Tyrkiet.